# Matthias Graf von Krockow
Matthias Henning Döring Graf von Krockow; (* 8. April 1949 in Föhren) ist ein deutscher Bankier.

## Familie
Matthias Graf von Krockow entstammt dem alten pommerschen Adelsgeschlecht von Krockow, dessen Stammsitz sich in der polnischen Ortschaft Krokowa (kaschubisch Krokòwò, dt. Krockow) im ehemaligen Westpreußen befindet. Heute ist Schloss Krokowa ein Hotel und Tagungszentrum sowie Sitz des Kaschubischen Kulturzentrums Krokowa der Stiftung Europäische Begegnungen. Er wurde als Sohn des Landwirts und Wirtschaftsrates Albrecht Graf von Krockow (1913–2007) und seiner Frau Adda, geb. Gräfin von Borcke-Stargordt (1923–2012), in Föhren bei Trier geboren. Krockow hat vier Kinder mit Ilona Gräfin von Krockow, geborene Baronesse von Ullmann, die am 24. Mai 2018 im Alter von 64 Jahren in Köln verstarb.

## Leben

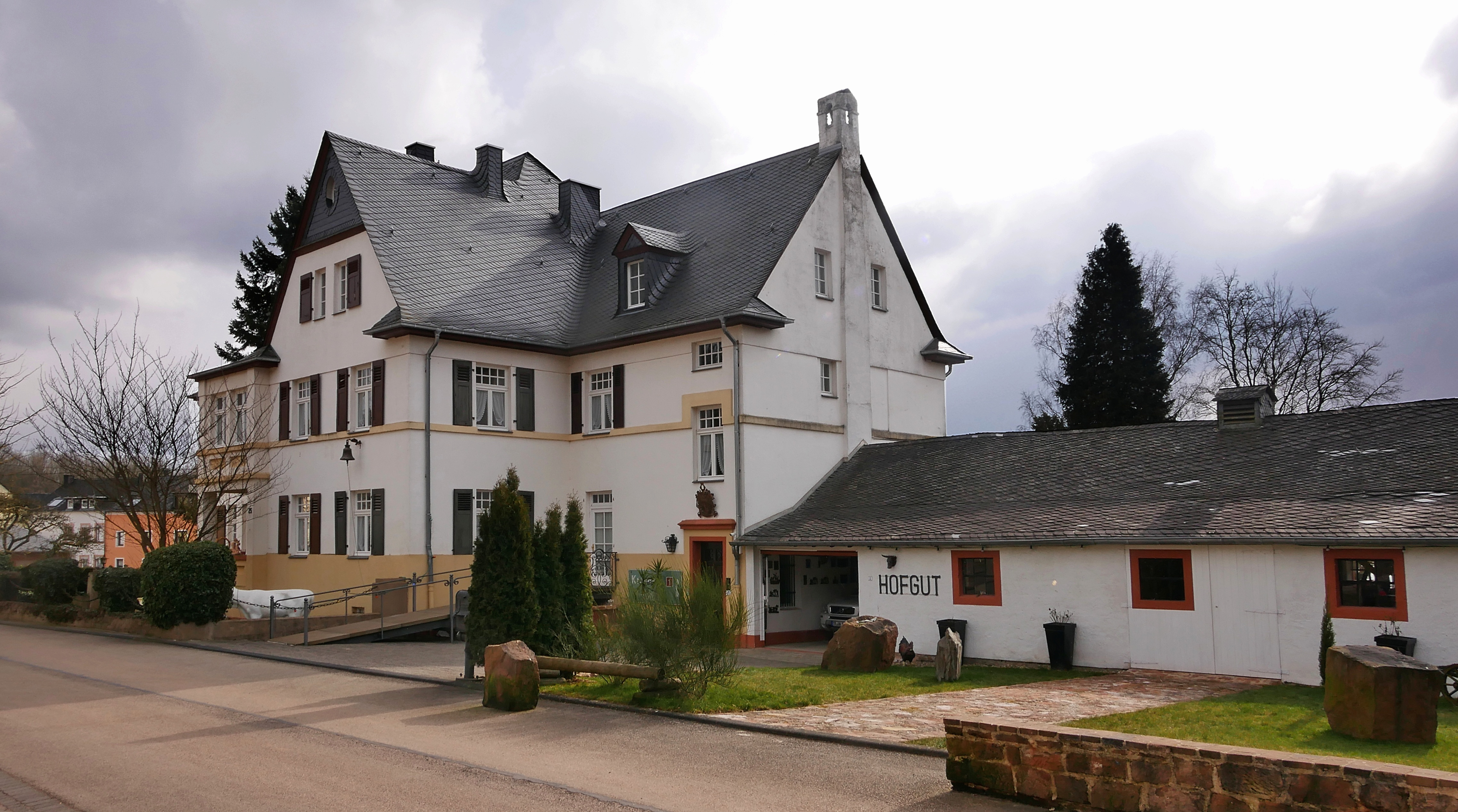
Haus Krockow in Föhren

Während des Zweiten Weltkriegs flüchteten seine Eltern aus Westpreußen nach Föhren bei Trier, wo sein Vater eine Anstellung als Gutsverwalter fand.
Nach dem Abitur 1969 studierte Matthias Graf von Krockow Betriebswirtschaftslehre an der Universität zu Köln. 1976 heiratete er die mütterlicherseits aus der Familie Oppenheim stammende Ilona Baronesse von Ullmann (1953–2018), Tochter von Karin von Ullmann. Seine berufliche Laufbahn begann Graf Krockow 1976 bei der Chase Bank AG in Frankfurt. 1979 wechselte er zur Hauptverwaltung der Chase Manhattan Bank nach New York und zwei Jahre später zur Citibank. Auf Wunsch der Familie trat er 1984 in das Bankhaus Sal. Oppenheim ein, wo er 1986 zum persönlich haftenden Gesellschafter ernannt wurde. Nach dem altersbedingten Rücktritt von Karl Otto Pöhl trat er 1998 dessen Nachfolge als Sprecher der persönlich haftenden Gesellschafter an.
Nach der Übernahme durch Sal. Oppenheim 2005 fungierte er parallel als Vorstandssprecher der BHF-Bank, die als eigenständige Marke „BHF-Bank - Privat seit 1854“, weiter geführt wurde. Zudem hatte Matthias Graf von Krockow zahlreiche Aufsichtsratsmandate inne, unter anderem bei Fiat Deutschland AG, RWE Power AG, ThyssenKrupp und ehrenamtlich beim Deutschen Schwesternversicherungsverein des Roten Kreuzes.
1998 war er in seiner Funktion als persönlich haftender Gesellschafter bei Sal. Oppenheim maßgeblich an der Fusion von Daimler-Benz und Chrysler zur DaimlerChrysler AG beteiligt.
Im Dezember 2009 trat Graf Krockow als persönlich haftender Gesellschafter zurück, nachdem das Bankhaus Sal. Oppenheim von der Deutschen Bank AG übernommen worden war. Im März 2010 wurde ein Ermittlungsverfahren wegen des Verdachts auf Untreue gegen die vier ehemaligen persönlich haftenden Gesellschafter des Bankhauses Sal. Oppenheim eingeleitet. Der Prozess vor dem Kölner Landgericht begann im Februar 2013, am 9. Juli 2015 wurde Graf Krockow, nachdem er ein Geständnis abgelegt hatte, zu einer Freiheitsstrafe von zwei Jahren auf Bewährung verurteilt.